# Smith & Wesson Model 19
Smith & Wesson Model 19 — револьвер производства Smith & Wesson, представленный в 1957 году на K-образной раме. Модель 19 выпускается под патрон .357 Magnum. K-образная рама несколько меньше и легче, чем исходная N-образная рама .357, обычно известная как Smith &amp; Wesson Model 27. Вариант модели 19 выполнен из нержавеющей стали, модель Smith & Wesson 66, был представлен в 1971 году.

## История
.357 Magnum - самый старый пистолетный патрон «магнум». Компания Smith & Wesson сыграла важную роль в разработке и успехе патрона и револьвера. Писателю и экспериментатору огнестрельного оружия Филипу Шарпу приписывают разработку данного револьвера в 1930-х годах, когда полицейские просили более совершенное оружие под мощный патрон. Дуглас Б. Вессон из S&W согласился произвести новый револьвер, который будет работать с «высокопробивными» патронами .38 Special , но только в том случае, если Winchester разработает новый патрон. Элмер Кит, известный в то время писатель и держатель диких животных, экспериментировал с ручным заряжанием специальных боеприпасов .38 не следуя инструкциям, используя преимущества более новой и улучшенной конструкции рамок огнестрельного оружия и металлургии, а также сыграл важную роль в развитии боеприпасов. .357 Магнум. Винчестер представил .357 Magnum, который по размерам был идентичен .38 Special, за исключением более длинной гильзы на 0,125 дюйма, а первые револьверы (называемые «моделями .357 Magnum») были завершены S&W 8 апреля 1935 г.
Помощник старшего инспектора пограничной службы США в отставке, известный стрелок и писатель по теме огнестрельного оружия и навыкам стрельбы Билл Джордан консультировал Smith & Wesson по вопросам конструкции и характеристик Model 19. Идея Джордана для « оружия офицера мечты»  заключалась в четырехдюймовом тяжелом стволе K-Frame .357 Magnum с кожухом ствола, как у большого N-образного .357, и регулируемым прицелом. Через год экспериментов со сталями повышенной прочности и специальными процессами термообработки результатом стал .357 Combat Magnum (позже получивший обозначение Model 19), а первый пистолет с серийным номером (K260 000) был представлен Иордании 15 ноября., 1955.
Модель .357 Magnum с четырехдюймовым стволом была стандартной для офицеров в форме бывшей Службы иммиграции и натурализации США , а также для патрульных агентов пограничной службы США, пока оба агентства не приняли на вооружение полуавтоматические пистолеты калибра .40.
Редкий S&W M19-3 был построен для французского GIGN. В 1972 году они заказали 500 таких револьверов с серийными номерами M&P от D639300 до 639800. Произведено всего 500 орудий, это самая редкая версия M19.
Эта конкретная модель 19-3 имеет фиксированный прицел и трехдюймовый ствол.

## Стили
Модель 19 производилась из вороненой углеродистой или никелированной стали с деревянными или резиновыми рукоятками, регулируемым целиком, курком с полным или полуцелевым прицелом, спусковым крючком с зазубренной широкой мишенью или спусковым крючком боевого типа, и была доступна в размере 2,5. " (3": Модель 66 - редко), длина ствола 4 дюйма или 6 дюймов. Вес составляет 30,5 унций, 36 унций и 39 унций соответственно. Версии со стволом 2,5 и 3 дюйма имели круглые приклады, а остальные - квадратные.
Модель 19 производилась с 1957 года (первые штамповки номера модели) по ноябрь 1999 года. Модель 66 выпускалась с 1970 по 2005 год. Модель 66 отличалась использованием нержавеющей стали и плавным спусковым крючком целевого типа. Модель 68 была версией модели 66 ограниченного производства, сделанной для дорожного патруля Калифорнии и полицейского управления Лос-Анджелеса под патрон .38 Special со стволом 6 дюймов. У Model 19 и Model 66 были одинаковые варианты спускового крючка. Одной из последних модификаций модели 19, заказанной для использования в полиции, была 2,5-дюймовая модель 19-5, специально заказанная под артикулом № 100701 в качестве стандартного личного оружия для специальных агентов Службы дипломатической безопасности Государственного департамента США . Эта модель отличалась гладким «боевым» спусковым крючком шириной 0,400 дюйма, резиновыми рукоятками  Professional Compac и, что особенно примечательно, матовой черной отделкой вместо обычной полированной синей. Модель 66 со стволом 2,5 дюйма использовалась специальными агентами I&NS до середины 1990-х годов, когда агентство приняло полуавтоматический пистолет калибра .40 в качестве стандартного  оружия.
Технические изменения обозначались цифрой «тире-» после номера модели. Технические изменения заключаются в следующем:

## Варианты модели 19

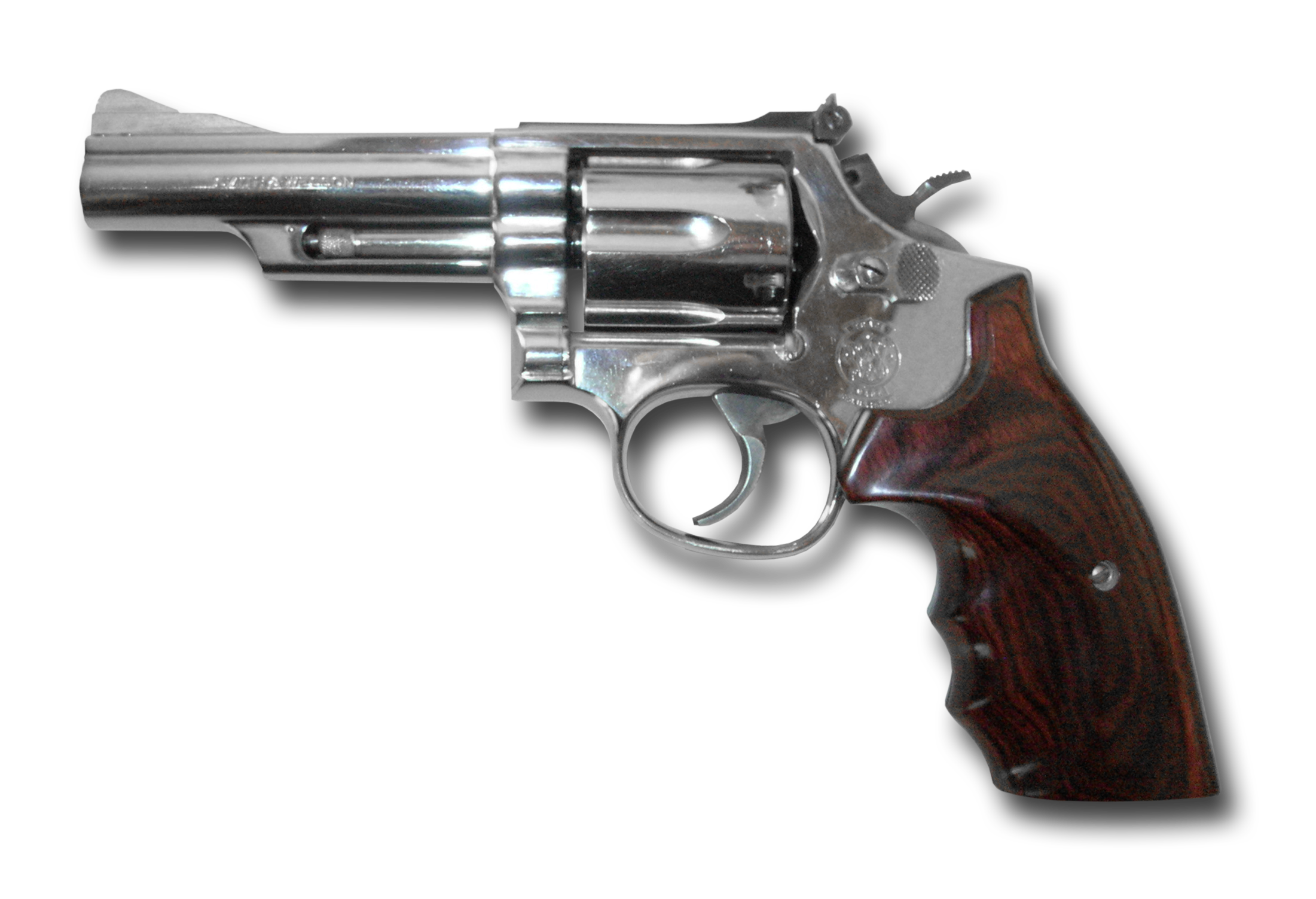
4-дюймовая модель 19-5, полированное никелированное покрытие, ручки стилизованные под дерево

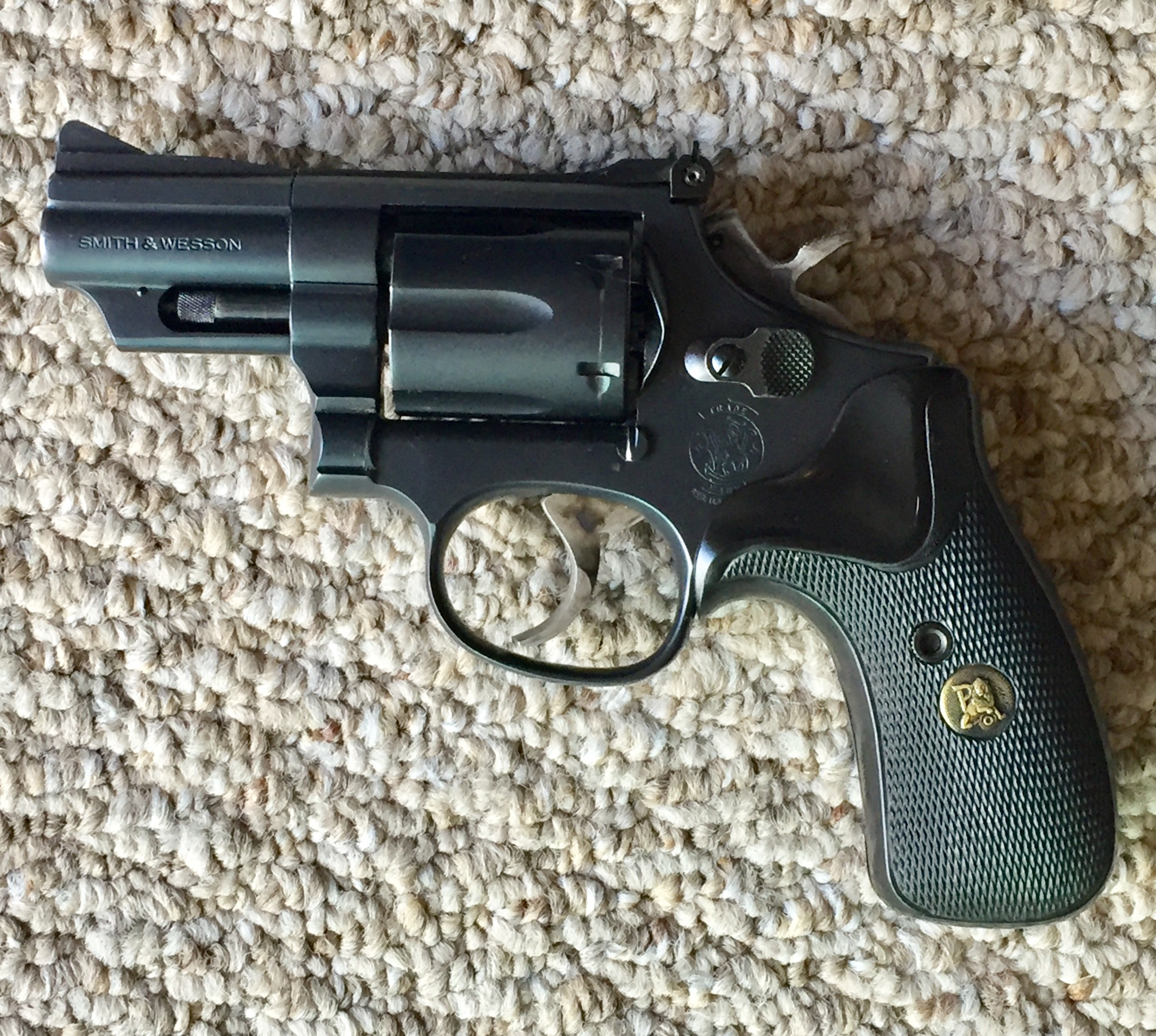
2,5-дюймовая модель 19-5 Службы дипломатической безопасности США с необычным матовым черным покрытием.

### Модель 66

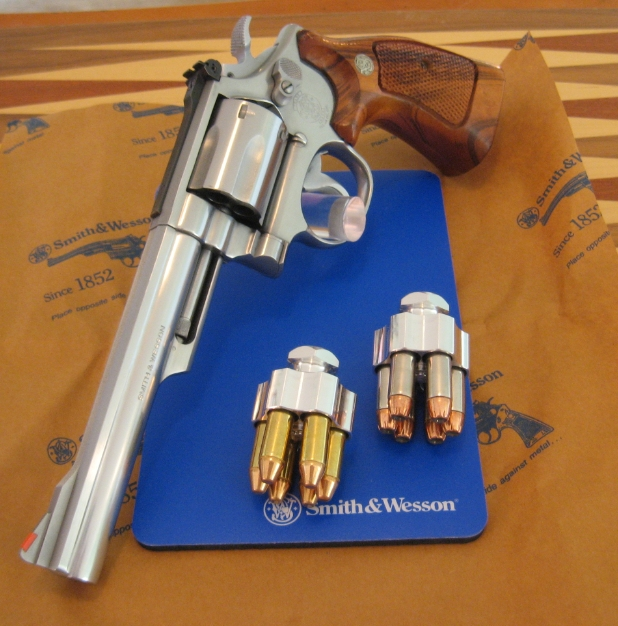
Модель 66-2 с двумя спидлоадерами.

## Преступное использование
Две модели 19 вместе с двумя пистолетами Browning Hi-Power использовались в резне в Данблейне в 1996 году. Это привело к принятию Закона об огнестрельном оружии (поправка) 1997 года и Закона об огнестрельном оружии (поправка) (№ 2) 1997 года, которые фактически запретили огнестрельное оружие в Великобритании.

## использованная литература
1. ↑  Wood, Keith. 10 Things You Didn't Know About Smith & Wesson. americanhunter.org (13 мая 2015). — «Daniel Wesson’s grandson, Colonel Douglas B. Wesson». Дата обращения: 20 сентября 2019. Архивировано 9 января 2023 года.
2. 1 2 3 4 5 6  Supica, Jim. Standard Catalog of Smith & Wesson / Jim Supica, Richard Nahas. — Iola, Wisconsin : F+W Media, Inc, 2007-01-03. — P. 136, 186–188. — ISBN 978-0-89689-293-4.
3. ↑  Taffin, John. The combat magnum: good gun gone. Guns Magazine. Архивировано 8 июля 2012. Дата обращения: 2 августа 2009.
4. ↑  Sweeney, Patrick. The Gun Digest Book of Smith & Wesson. — Iola, Wisconsin : Gun Digest Books, 2004. — P. 40–41. — ISBN 0-87349-792-9.
5. 1 2  Former I&NS Special Agent
6. ↑  Former Border Patrol Agent
7. ↑  Cullen, Douglas W. The Public Inquiry into the Shootings at Dunblane Primary School on 13 March 1996. — 1996-09-30. — ISBN 0-10-133862-7. Архивная копия от 8 апреля 2018 на Wayback Machine
8. ↑  Britain's changing firearms laws. BBC News. 12 ноября 2007. Архивировано 30 ноября 2018. Дата обращения: 30 ноября 2018.

## внешние ссылки
- S&W M19 под револьвер S&W M&P.